# 中華民國政府
中華民國政府是中華民國的治權機構，其歷史最早可追溯至1911年肇建於武昌的中華民國軍政府，之後歷經南京臨時政府、北京臨時政府、北洋政府、國民政府等多次政權替換。現今在臺澎金馬的中華民國政府體制，係基於1947年施行的《中華民國憲法》、以及1991年首次制定的《中華民國憲法增修條文》，分為中央政府、地方政府兩大層級。
中華民國施行「一府五院」的中央政府組織，別稱「中樞」：「一府」是指總統、副總統以及附隨單位（總統府、國家安全會議等），「五院」則指行政院、立法院、司法院、考試院、監察院及下屬各政府機關，此乃依照中華民國國父孫中山自創之五權憲法理論，將國家治權分為行政、立法、司法、考試、監察等五種，並分別設置一個「院」來執行。中華民國政府為半總統制，總統任命行政院院長（等同總理），再由行政院院長來組織內閣（行政院）及政府（中央部會）。總統擁有決定國家大政方針的權力，細節則交給行政院院長負責執行；立法院承擔國會職能，行政院對立法院負有政治責任。中華民國的地方政府架構，則分為省╱直轄市、縣╱市、鄉╱鎮╱縣轄市╱區等三級；由於省已虛級化，現今所稱的地方自治團體或地方政府，指直轄市、縣、市、鄉、鎮、縣轄市及直轄市山地原住民區，設有行政機關（政府或公所）與立法機關（議會或代表會）。

## 歷史沿革

### 大陸時期

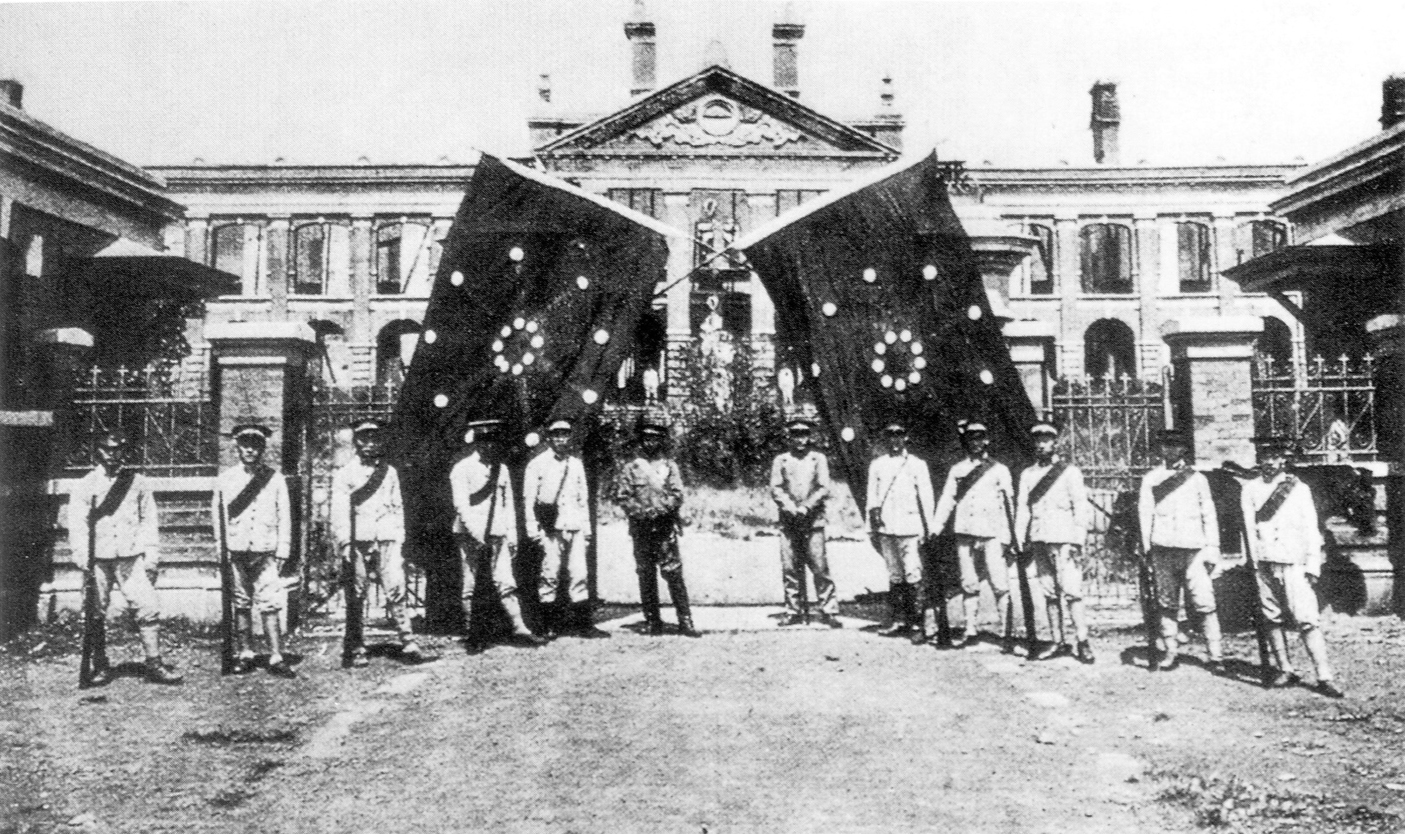
1911年辛亥革命時的武漢中華民國軍政府

1911年10月11日，武昌起义爆發第二天，革命黨人在武昌成立「中華民國軍政府鄂軍都督府」，這是「中華民國」名稱第一次使用在中國的政權機構上。1912年陽曆元旦，中華民國臨時政府於南京成立，標誌著中華民國的正式建國；但遲至同年3月《中華民國臨時約法》制定以及臨時政府北遷至北京後，中央政府組織才完整的建立起來，並正式取代清朝政府成为代表中國的合法政府。
1913年，北洋政府依《臨時約法》正式成立，採用大總統與國務總理雙首長為主的三權分立制度：行政權以及外交、軍事等涉外事務歸大總統與國務總理、立法權歸中華民國參議院，司法權歸法院。經過折衝後，北洋政府採取接近內閣制的雙首長制。總統與總理均由參議院選出，總統職務為執行法律、發布命令、統率全國陸海軍隊、任命官員、外交權、依法宣布戒嚴、特赦、減刑復權。不過，以上各權力之行使均需經由參議院同意。由總統任命的國務總理則負責實際內政治理及法律副署權。雖然制度設計如此，在此期間有數次對中華民國政府體制造成挑戰的事件發生。1912年，擔任大總統的袁世凱將總統職權擴大，甚至於1915年短暫宣佈施行帝制。1916年，北洋政府雖短暫回歸雙首長制，不過仍發生府院之爭的混亂場面。但總體來說，北洋政府时期是中国民主社会的开端，其民主程度勝於日後國民政府的党国体制。
孫中山自1917年起成立中華民國軍政府以與北洋政府抗衡，但其主權治權僅及於南方省份，且不被國際社会承認。1925年7月1日，中國國民黨於廣州成立國民政府以改組原有的軍政府，並發動以統一中國為目標的北伐戰爭，但至國民革命軍於1928年6月攻克北京後，國民政府才獲得西班牙、德國、法國等國普遍承認。1928年12月，張學良宣布東北易幟，決定除去五色旗、名義上服膺國民政府後，國民政府取代北洋政府、成為中國唯一合法政府。國民政府特色為委員制，具有合議型、臨時編組、任務型等性質。一般來說，政府的運作主要決策者為國民黨遴選之國民政府委員所組成的國民政府委員會，其最高代表者為國民政府主席，為名義上之國家元首。依照五權憲法理論，國民政府陸續設置行政院、立法院、司法院、考試院、監察院，做為國家權力的執行機關，與國民政府委員會構成行憲前「一府五院」體制之雛形，但政治權力仍在國民政府委員會手中。如再就職權細分，國民政府主席與國民政府委員會共同負責外交、軍事等涉外權力，內政則由行政院負責。而除了國民政府委員會之外，國民政府也有許多機構多採取委員制。依照《中華民國國民政府組織法》規定，國民政府委員定額早期為12至16人，1930年代之後增為24至36人，而國民政府主席、行政院院長、立法院院長、司法院院長、考試院院長、監察院院長、及其副院長均由該委員會推選。而國民政府從1930年的第一次蔣中正內閣開始共組閣過十數次。

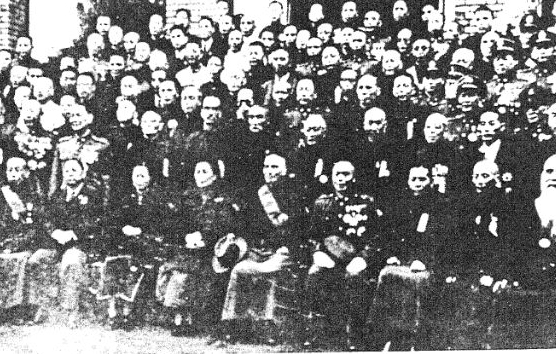
1948年5月20日，蔣中正與李宗仁在南京就任中華民國行憲後第一任總統、副總統

1937年抗日戰爭全面爆發後，首都南京陷落，國民政府迁往重庆。在1938年宣佈實施戰時政府體制，軍事指揮權由國民政府主席轉交國民政府軍事委員會，這段時間的政治權力均掌握在擔任國民政府軍事委員會委員長的蔣中正手中。抗戰勝利後，要求盡快行憲的呼聲再起。有鑑於此，國民政府於1946年召開制宪国民大会，會中以政治协商会议宪法草案决议案為蓝本制定《中華民國憲法》，確立現今「一府五院」的中央政府架構。此外，憲法規定在中央政府之上設有國民大會，具有國會的性質。1948年，召開第一届国民大会第一次会议，1948年中華民國總統選舉正式选举第一任中華民國總統及中華民國副總統，新的中华民国政府體制正式建立，國民政府走入歷史。為了因應當時第二次國共內戰全面爆發的政治情勢，國民大會同時制定了《動員戡亂時期臨時條款》，使總統與國民大會的權力得以擴張。

### 政府遷臺後
1949年第二次國共內戰戰敗後，中華民國政府遷移到臺灣，繼續維持原有的政府架構，也未更動憲法本文；但當時執政的國民黨政府鑑於鞏固在臺統治、以及臺海兩岸的軍事與政治對峙，仍繼續施行《動員戡亂時期臨時條款》，並長期實施臺灣地區戒嚴令至1987年為止。直到1990年代，中華民國政府開始對憲法進行重大修正，廢止《動員戡亂時期臨時條款》、在憲法本文之外另定《憲法增修條文》，在其中加入了許多針對臺灣所設計的內容。之後，中華民國政府在1991年至1992年進行國會全面改選、1996年起施行正副總統直接民選。這一連串的民主化措施，讓中華民國從威權體制轉化為落實《中華民國憲法》第二條「主權在民」原則的民主共和國家，也讓代表「國民主權」的中華民國政府具有更強烈的合法性與正當性。2000年的第十屆正副總統選舉，由民主進步黨執政，這是民主進步黨自1987年創黨以來第一次執政，也是國民黨首次成為在野黨，達成中華民國史上首次政黨輪替。
在2005年召開任務型國民大會之後，國民大會被停止運作，其職權被移轉到立法院或由人民直接施行、公投複決，大幅改變了中華民國憲政體制的架構。2012年起，行政院及其所屬部會實施組織改造，調整政府遷臺後維持半世紀的「8部2會」正式建制，將新設置的中央政府部門，從根據條例（特別法）設置回歸為依循一般法設置，同時透過一系列修法，重整中央行政機關的設置規則。
中華民國建國至今，歷經了多次的正副總統、立法委員、縣市長與地方民意代表的直接選舉、罷免與數次的公民投票，中央政府至今亦達到共三次政黨輪替及立法院多數黨輪替，已發展出成熟民主制度並深化主權在民原則。

## 中央政府
| 總統                    | 總統                    | 總統                    | 總統                    | 總統                          | 副總統                        | 副總統                  | 副總統                  | 副總統                  | 副總統                      |
| ----------------------- | ----------------------- | ----------------------- | ----------------------- | ----------------------------- | ----------------------------- | ----------------------- | ----------------------- | ----------------------- | --------------------------- |
| 賴清德（民進黨）        | 賴清德（民進黨）        | 賴清德（民進黨）        | 賴清德（民進黨）        | 賴清德（民進黨）              | 蕭美琴（民進黨）              | 蕭美琴（民進黨）        | 蕭美琴（民進黨）        | 蕭美琴（民進黨）        | 蕭美琴（民進黨）            |
| 總統府                  | 總統府                  | 總統府                  | 總統府                  | 總統府                        | 國家安全會議                  | 國家安全會議            | 國家安全會議            | 國家安全會議            | 國家安全會議                |
| 潘孟安（民進黨） 秘書長 | 潘孟安（民進黨） 秘書長 | 潘孟安（民進黨） 秘書長 | 潘孟安（民進黨） 秘書長 | 潘孟安（民進黨） 秘書長       | 吳釗燮（民進黨） 秘書長       | 吳釗燮（民進黨） 秘書長 | 吳釗燮（民進黨） 秘書長 | 吳釗燮（民進黨） 秘書長 | 吳釗燮（民進黨） 秘書長     |
| 行政院                  | 行政院                  | 立法院                  | 立法院                  | 司法院                        | 司法院                        | 考試院                  | 考試院                  | 監察院                  | 監察院                      |
| 卓榮泰（民進黨） 院長   | 卓榮泰（民進黨） 院長   | 韓國瑜（國民黨） 院長   | 韓國瑜（國民黨） 院長   | 謝銘洋（無黨籍）（代理） 院長 | 謝銘洋（無黨籍）（代理） 院長 | 周弘憲（民進黨） 院長   | 周弘憲（民進黨） 院長   | 陳菊（無黨籍） 院長     | 陳菊（無黨籍） 院長         |
| 鄭麗君（民） 副院長     | 龔明鑫（無） 秘書長     | 江啟臣（國） 副院長     | 周萬來（無） 秘書長     | 出缺 副院長                   | 出缺 秘書長                   | 許舒翔（無） 副院長     | 劉建忻（民） 秘書長     | 李鴻鈞（無） 副院長     | 王增華（無）（代理） 秘書長 |

依照《中華民國憲法》，中華民國的中央政府分設行政院、立法院、司法院、考試院、監察院等5院，為中央政府之第一級機關，實務上並與總統合稱為「憲政機關」或「憲法機關」；此制度稱為「五權分立」，與現今世界主流採用之三權分立制度略有不同。總統身為國家元首，僅有協調各院運作之責。中央政府體系原具有內閣制的精神，但從1990年代以來的多次修憲後，已轉為總統議會制（略傾向總統制）之雙首長制：行政院院長（內閣首長）由總統直接選派，並與行政院各部會首長向立法院（國會）負責，總統則負責制定重大國政與處理國防、外交、兩岸關係及國家重大變故之相關國家安全事項。憲法增修後，事實上是呈現「三大權加兩小權」的權力格局，即以行政院、立法院、司法院為中心，監察院、考試院為輔助性質。

中華民國中央政府組織層級架構圖

梅花是中華民國國花，梅花形的紋章也常應用在政府機關的徽章

### 總統
總統及其備位者副總統任期四年，由公民直選產生，參選時須聯名登記，以兩人一組為單位，由得票最高之一組當選。總統及副總統均得連選連任一次。
總統是國家元首，對外代表中華民國，可行使締結條約及宣戰、媾和之權；對內得向全國人民負責、依法公布法律、發布命令，宣布戒嚴，行使大赦、特赦、減刑及復權之權，任免文、武官員以及授與榮典。總統同時為三軍統帥，統率全國陸、海、空軍。
副總統為備位元首，負責在總統缺位時遞補為總統，並在總統因故無法視事時代行總統職權，除此之外並無任何法定職權，若總統未授權處理政務則其將幾乎如同擺設，因此各界對於「副總統是否有存在的必要」時有討論。
總統為依法行使職權，配有幕僚機構總統府及諮詢機構國家安全會議等。總統府為總統、副總統之幕僚機關，下設資政、國策顧問、戰略顧問等顧問人員，以對國家政策向總統提供意見與諮詢；國家安全會議則是國家安全事務之最高議事機關，國安會主席由總統兼任，下設國家安全局，以執行情報、特種勤務等國家安全相關工作。中央研究院、國史館等國家學術機構亦附屬於總統府之下。

### 行政權
行政院為國家最高行政機關，置院長1人，俗稱閣揆，由總統直接任命；副院長1人、各部會首長、不管部會之政務委員7至9人，均由行政院院長提請總統任命。以上人員共同組成行政院會議，以院長為主席，議決重大施政方針及向立法院提出法律、預算、戒嚴、大赦、宣戰、媾和、條約等案。行政院對立法院負有政治責任。
行政院之地位，等同於其他議會制國家之內閣，行政院院長即等同於總理，但由於總統實際上全權掌控行政院院長之任免（除非行政院院長因立法院通過不信任案被迫辭職），故政治實務上行政院院長較近似於「總統代理人」。行政院目前下轄14部（依2025年1月24日修正公佈之《行政院組織法》，行政院將設第15部「運動部」，但施行日期未定）、9會、2總處、1委員會、3獨立機關與中央銀行、國立故宮博物院，構成中央行政機關的主體。

### 立法權
立法院為國家最高立法機關，由人民直接選舉之立法委員組成，代表人民行使立法權。立法院置院長、副院長各1人，由立法委員互選產生。立法委員共113席，分為區域立法委員73席、全國不分區及僑居國外國民立法委員34席、平地原住民立法委員及山地原住民立法委員各3席，任期4年，得連選連任。
立法院有權議決法律案、預算案、戒嚴案、大赦案、宣戰案、媾和案、條約案及國家其他重要事項，並可提出憲法修正案及領土變更案，惟其尚須經公民投票複決通過。立法院亦有權質詢行政院院長及各部會首長，並可對行政院院長提出不信任案，不信任案若通過則行政院院長必須請辭，但同時其亦得呈請總統解散立法院重新改選；對總統、副總統提彈劾案及罷免案，彈劾案若成案則交由司法院憲法法庭審理，罷免案若成案則交由公民投票複決；對司法院、監察院、考試院官員及檢察總長和部會級獨立機關官員之人事任命行使同意權。

### 司法權
司法院為國家最高司法機關，掌理解釋權、審判權、懲戒權、司法行政權。司法院置大法官15人，並以其中1人為院長、1人為副院長，由總統提名，經立法院同意任命。
司法院大法官任期八年，不分届次，个别计算，并不得连任。但并为院长、副院长之大法官，不受任期之保障。
大法官組成憲法法庭，負責依《憲法訴訟法》審理法規範及裁判憲法審查（審查法律、命令或法院終局裁判是否牴觸憲法，得由國家最高機關、立法委員、各級法院或人民聲請）、機關爭議（判定各國家最高機關之間協商未果之憲法權限爭執，由國家最高機關聲請）、總統副總統彈劾（判定是否解除被彈劾人之職務，由立法院聲請）、政黨違憲解散（判定某特定政黨之成立目的或行為是否危害國家存續或憲政秩序而應予以強制解散，由政黨主管機關聲請）、地方自治保障（審查地方政府之自治權是否受到侵害，由地方政府聲請）及統一解釋法律及命令（審查最高法院及最高行政法院等不同審判權之終審法院所為之確定終局裁判是否就同一法律或命令作出歧異見解，由人民聲請）等六類案件，其所作之判決及實體裁定對於全國各機關及人民有拘束之效力，並且各機關有實現裁判內容之義務。憲法規定法官須超出黨派以外獨立行使職權，並享受終身職待遇，非受刑事或懲戒處分不得免職，非依法律不得停職、轉任或減俸。大法官依《法官法》之定義亦屬法官之一種，惟其受憲法任期規定限制，僅法官轉任者於卸任後仍享有終身職待遇。
在組織架構上，司法院下轄最高法院、最高行政法院、臺灣高等法院、福建高等法院金門分院（福建高等法院目前無本院之設置）、臺北高等行政法院、臺中高等行政法院、高雄高等行政法院、智慧財產及商業法院及懲戒法院，其中臺灣高等法院下轄位於臺灣本島及澎湖縣之各地方法院以及臺灣高雄少年及家事法院，並監督臺中分院、臺南分院、高雄分院和花蓮分院等四所分院，福建高等法院金門分院下轄福建金門地方法院及福建連江地方法院。需要注意的是，上述司法院與各級法院在組織架構上的管轄關係僅屬於「行政督導」性質，與審判實務上的審級並無直接關聯，除最高法院 、最高行政法院及懲戒法院為終審法院外，其餘各級法院分別視其類型、所在地及案件性質等定其上訴審法院；憲法法庭僅為憲法審查機關，不受理任何法院之上訴；司法院本身僅掌理司法行政業務，並不行使審判權。

### 考試權
考試院為國家最高考試機關，為專精於政府人事、人力資源管理之整合機關。置院長、副院長各1人，考試委員7到9人，任期為4年，由總統提名，經立法院同意任命之。考試委員須超出黨派以外，依法獨立行使職權。考試院掌理公務人員之考選、銓敘、保障、撫卹、退休、任免、考績、級俸、陞遷、褒獎之法制事項，並負責辦理各類國家考試。為行使上述職權，下設考選部、銓敘部、公務人員保障暨培訓委員會。

### 監察權
監察院為國家最高監察機關，置監察委員29人，以其中1人為院長，1人為副院長，任期6年，由總統提名，經立法院同意任命之。監察委員須超出黨派以外，依據法律獨立行使職權。
監察院以監察委員行使彈劾權及糾舉權，監察委員認為公務人員有違法或失職行為者，得經2人以上提案、提案人以外9人以上審查並表決通過，向懲戒法院提出彈劾案，由懲戒法院予以懲戒判決；認為有必要予以急速處分者，得經1人提案、提案人以外3人以上審查並表決通過，提出糾舉案送交被糾舉人之主管或上級長官，令其於一個月內依法為適當之處置，若其不予處置或處置後有監察委員2人以上認為處置不當者則得改提彈劾案。
此處所稱公務人員，係指除總統、副總統、立法委員及地方民意代表以外，全國所有中央及地方政府機關依法任用之人員、政務官、依法選舉產生之公職人員及軍人。
監察院另以監察委員組成各種委員會，監察委員每人最多兼任3個委員會之委員，各委員會對於有關之行政院及其各部會之工作或設施認為不當者，得經委員會決議對行政院或有關部會提出糾正案，敦促其留意改善。
監察院為行使審計權，設審計部，置審計長1人，由總統提名，經立法院同意任命，任期6年。審計長應於行政院提出決算後3個月內，依法完成審核，並提出審核報告於立法院。
監察院為行使侵害人權或歧視事件之調查權，設國家人權委員會，院長為當然主任委員，而部分委員要經由總統提名，而受立法院同意任命。

## 地方政府

中華民國地方自治團體分佈圖
直轄市
市
縣轄市
鎮
鄉
山地鄉
直轄市山地原住民區

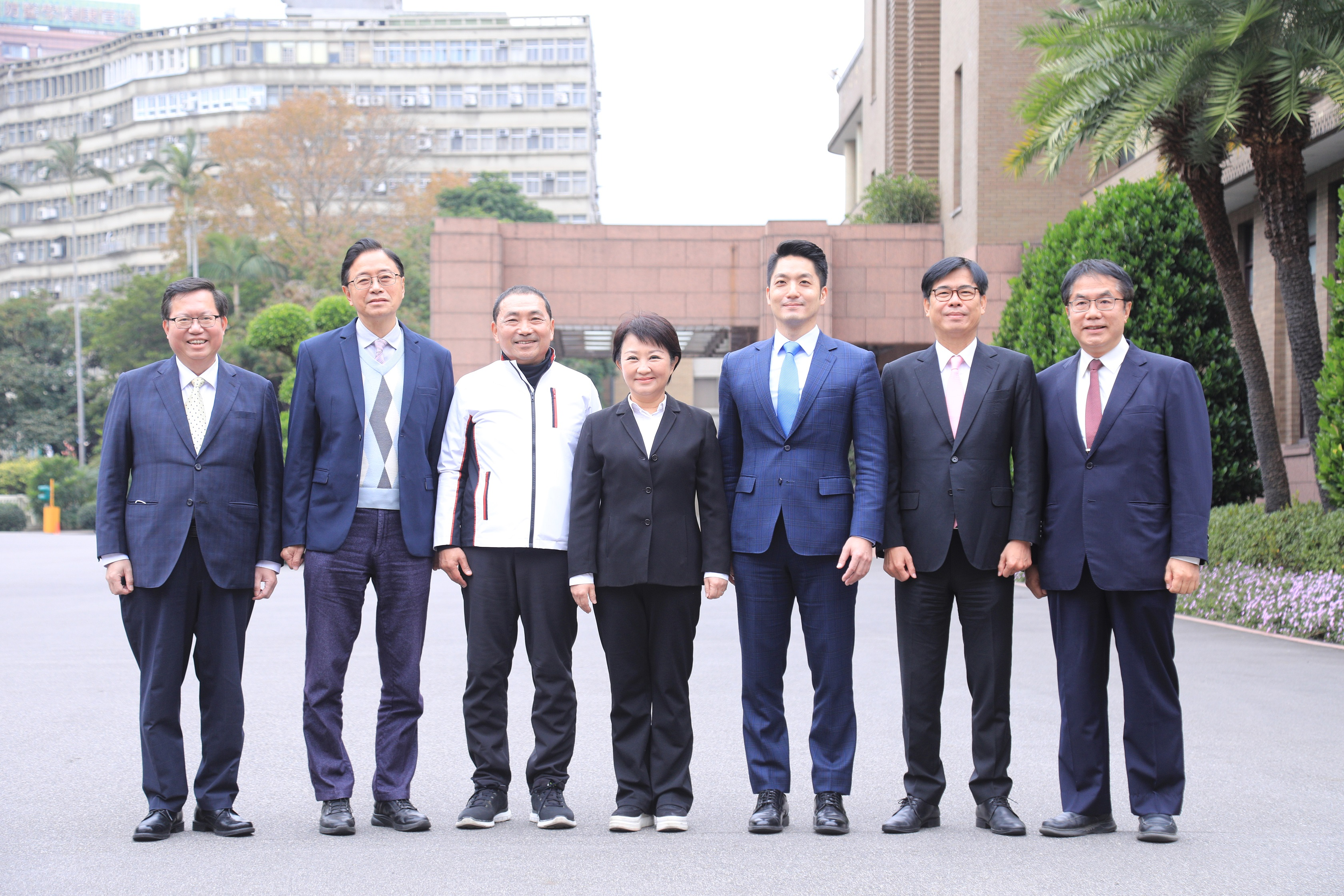
直轄市全體市長與時任行政院副院長鄭文燦在2023年2月2日行政院會議後合影

中華民國的地方政府稱為「地方自治團體」（部分文獻亦稱為「自治法人」），其層級架構與行政區劃相對應，組織配置為行政、立法、司法三權分立，惟實際上僅設有行政機關和立法機關（例如：市設置市政府與市議會）來實行地方自治，司法機關則為中央與地方一貫之體系，由司法院依照各地方的實際需求設置適當數量的高等法院與地方法院。
| 當前層級架構 | 當前層級架構       | 當前層級架構 | 當前層級架構 | 當前層級架構                                                        |
| 級別         | 名稱               | 行政機關     | 立法機關     | 境內司法機關                                                        |
| ------------ | ------------------ | ------------ | ------------ | ------------------------------------------------------------------- |
| 1            | 省                 | 省政府       | 省議會       | 省、直轄市級：高等法院 縣（市）級：地方法院 （※惟不隸屬於地方政府） |
| 1            | 直轄市             | 市政府       | 市議會       | 省、直轄市級：高等法院 縣（市）級：地方法院 （※惟不隸屬於地方政府） |
| 2            | 縣                 | 縣政府       | 縣議會       | 省、直轄市級：高等法院 縣（市）級：地方法院 （※惟不隸屬於地方政府） |
| 2            | 市                 | 市政府       | 市議會       | 省、直轄市級：高等法院 縣（市）級：地方法院 （※惟不隸屬於地方政府） |
| 3            | 鄉（山地鄉）       | 鄉公所       | 鄉民代表會   | 省、直轄市級：高等法院 縣（市）級：地方法院 （※惟不隸屬於地方政府） |
| 3            | 鎮                 | 鎮公所       | 鎮民代表會   | 省、直轄市級：高等法院 縣（市）級：地方法院 （※惟不隸屬於地方政府） |
| 3            | 縣轄市             | 市公所       | 市民代表會   | 省、直轄市級：高等法院 縣（市）級：地方法院 （※惟不隸屬於地方政府） |
| 3            | 直轄市山地原住民區 | 區公所       | 區民代表會   | 省、直轄市級：高等法院 縣（市）級：地方法院 （※惟不隸屬於地方政府） |

### 沿革
清代地方制度，為行省、道、府、縣等四級。民國建立，北洋政府時期簡化為省、道、縣三級，國民政府廢道，旋又於省、縣之間設行政督察專員區:7。當時中央與地方的權力區分並不嚴謹，且常有地方勢力割據。後制定《中華民國憲法》時，規定地方政府分為省、縣兩級（但不限制縣以下的地方層級），中央政府需制定《省縣自治通則》，各省、縣政府再以此制定自治法實施地方自治；但憲法於1947年施行後，內戰已全面爆發，《省縣自治通則》因而無法制定，行憲前的地方自治法律也繼續沿用。
1949年政府遷臺後，在《省縣自治通則》無法立法的情況下，行政院於1950年4月通過由臺灣省政府以行政命令制定的《臺灣省各縣市實施地方自治綱要》，成為臺灣省實施地方自治的基礎。臺北市、高雄市於1967年、1979年分別升格為直轄市後，行政院仿效臺灣省之前例，分別制定《臺北市各級組織及實施地方自治綱要》與《高雄市各級組織及實施地方自治綱要》作為自治準據。當時各省、直轄市之行政首長均為中央派任，而上級政府侵奪下級政府權限的情形也時常發生。
為貫徹地方制度法治化，立法院於1994年制定《省縣自治法》及《直轄市自治法》，同時廢止其他以行政命令制定之地方自治法律，正式建立起地方自治之法制體系；臺灣省省長、臺北市市長、高雄市市長於同年底首次由民選產生。同時1997年修憲後也規定，地方自治法源另訂。
1998年，配合修憲實施省虛級化，省喪失地方自治團體的地位，省政府轉型為中央派出機關。為整體規範地方制度基本法律，立法院於1999年制定《地方制度法》取代《省縣自治法》和《直轄市自治法》。2018年，政府再施行省的「去任務化」，省級機關實務上停止運作。

### 現況
中華民國目前有226個地方自治團體，包括6直轄市、13縣、3市、146鄉（含24山地鄉）、38鎮、14縣轄市、以及6直轄市山地原住民區。
| 中央政府                       |                            |                            |                            |                            |                            |          |          |          |                                 |                                 |                                 |                                 |                                 |                                 |                                 |                                 |                                 |                                 |                                 |          |          |
| 臺 北 市                       | 新 北 市                   | 桃 園 市                   | 臺 中 市                   | 臺 南 市                   | 高 雄 市                   | 臺灣省   | 臺灣省   | 臺灣省   | 臺灣省                          | 臺灣省                          | 臺灣省                          | 臺灣省                          | 臺灣省                          | 臺灣省                          | 臺灣省                          | 臺灣省                          | 臺灣省                          | 臺灣省                          | 臺灣省                          | 福建省   | 福建省   |
| 臺 北 市                       | 新 北 市                   | 桃 園 市                   | 臺 中 市                   | 臺 南 市                   | 高 雄 市                   | 基 隆 市 | 新 竹 市 | 嘉 義 市 | 新 竹 縣                        | 苗 栗 縣                        | 彰 化 縣                        | 南 投 縣                        | 雲 林 縣                        | 嘉 義 縣                        | 屏 東 縣                        | 宜 蘭 縣                        | 花 蓮 縣                        | 臺 東 縣                        | 澎 湖 縣                        | 金 門 縣 | 連 江 縣 |
| 152區、6直轄市山地原住民區     | 152區、6直轄市山地原住民區 | 152區、6直轄市山地原住民區 | 152區、6直轄市山地原住民區 | 152區、6直轄市山地原住民區 | 152區、6直轄市山地原住民區 | 12區     | 12區     | 12區     | 14縣轄市、35鎮、115鄉、24山地鄉 | 14縣轄市、35鎮、115鄉、24山地鄉 | 14縣轄市、35鎮、115鄉、24山地鄉 | 14縣轄市、35鎮、115鄉、24山地鄉 | 14縣轄市、35鎮、115鄉、24山地鄉 | 14縣轄市、35鎮、115鄉、24山地鄉 | 14縣轄市、35鎮、115鄉、24山地鄉 | 14縣轄市、35鎮、115鄉、24山地鄉 | 14縣轄市、35鎮、115鄉、24山地鄉 | 14縣轄市、35鎮、115鄉、24山地鄉 | 14縣轄市、35鎮、115鄉、24山地鄉 | 3鎮、7鄉 | 3鎮、7鄉 |
| 註：標示粗體者為地方自治團體。 |                            |                            |                            |                            |                            |          |          |          |                                 |                                 |                                 |                                 |                                 |                                 |                                 |                                 |                                 |                                 |                                 |          |          |